# Grandia: Parallel Trippers
Grandia: Parallel Trippers (jap. グランディア パラレルトリッパーズ, Gurandia Parareru Toripasu) ist ein Rollenspiel, das von Game Arts für den Game Boy Color entwickelt wurde und von Hudson Soft vermarktet wurde. Das Spiel wurde exklusiv für den japanischen Markt produziert, wo es im Dezember 2000 veröffentlicht wurde. Es ist ein Ableger der gleichnamigen Serie, das Charaktere, Musik und ein ähnliches Kampfsystem vom originalen Spiel beinhaltet. Im Gegensatz zu den Vorgängern der Reihe benutzt dieses Spiel allerdings die 2D-Grafik und die Kämpfe im Spiel werden in der Egoperspektive ausgetragen.

## Handlung
Im Spiel versetzt man sich in die Rolle vom Protagonisten Yuuhi, ein Junge, der in Japan lebt und gemeinsam mit seinen Freunden Mizuki und Shirō in eine Parallelwelt transportiert wird. Die drei Protagonisten landen in der Welt von Grandia, in der sie Charaktere aus dem originalen Spiel treffen. Jedoch muss Yuuhi sich erst durch bestimmte Umgebungen den Weg frei kämpfen, um seine beiden Freunde zu finden, die beim Aufprall in diese Parallelwelt getrennt wurden. Gemeinsam versuchen sie, einen Weg zurück in die fiktionale Realität zu finden.

## Gameplay
Das Spiel erinnert mit seiner 2D-Grafik an die traditionellen Wurzeln der Rollenspiele, indem es die Vogelperspektive verwendet. Der Spieler steuert den Protagonisten Yuuhi durch viele Orte, wobei man auf nichtspielbare Charaktere trifft, feindliche Monster, Fallen und Puzzle, die bewältigt werden müssen, um weiter zu kommen. Hierbei trifft man auf Felsspalten und Löcher, die man mit dem Springen umgehen kann. Schließlich gibt es auch weitere Hindernisse wie zum Beispiel Barrikaden und Wände, die sich öffnen lassen, wenn man den dazugehörigen Schalter in der Umgebung findet. Die begleitende Kreatur Pinky, die sich mit ihren großen Ohren kennzeichnet, kann außerdem Objekte aus der Ferne manipulieren. Schatztruhen beinhalten hilfreiche Gegenstände wie zum Beispiel heilende Kräuter und Ausrüstung für die Kämpfe. Genauso wie in Grandia sind die Feinde auf dem Spielfeld sichtbar und greifen erst an, wenn der Spieler eine Berührung mit dem Feind hat.

## Entwicklung
Das Spiel wurde im Juli 2000 von Hudson Soft angekündigt und wurde als erster Grandia-Teil für einen Handheld beschrieben. Der Vorsitzende von Game Arts fügte hinzu, dass sie einen Grandia-Teil erschaffen wollten, der überall gespielt werden kann. Hudson Soft wurde persönlich von Game Arts ausgewählt, um das Spiel in Japan zu vermarkten. Die Premiere feierte das Spiel auf der Nintendo Space World Expo im August 2000, und es wurde ein weiteres Mal auf der Tokyo Game Show im September des Jahres präsentiert, wobei das Veröffentlichungsdatum erwähnt wurde. Nach der Veröffentlichung eröffnete Hudson Soft eine Website mit dem Titel Grandia Nippo (auch Grandia Daily). Hier konnte man viele verschiedene Extras herunterladen. Die Musik wurde von Noriyuki Iwadare komponiert, wobei hierbei das Downsampling verwendet wurde und die originale Musik vom ersten Teil der Reihe stammt.

## Wertung
Die Wertung fiel sehr mild aus, da die wöchentliche Famitsu eine Wertung von 24/40 vergab. Von IGN wurde bemängelt, dass das Spiel ohne die Charaktere des originalen Grandia Spiels nichts mit Grandia zu tun hat. Die Atmosphäre sei nicht vorhanden, womit IGN sich die milde Wertung aus Japan erklärt.